# Kenji Maruyama (judo)
Pour les articles homonymes, voir Maruyama.
Cet article concerne un judoka japonais. Pour l'écrivain japonais, voir Kenji Maruyama.
Kenji Maruyama (丸山 顕志, Maruyama Kenji) est un judoka japonais né le 21 août 1965 dans la préfecture de Nagasaki.

## Biographie
Kenji Maruyama est né le 21 août 1965 dans la préfecture de Nagasaki. Il participe au tournoi de judo aux Jeux olympiques d'été de 1992 à Barcelone. Son fils Jōshirō Maruyama est lui aussi judoka.
Après s’être retiré des compétitions, Maruyama ouvre une école de judo pour enfants à Kasuga, dans la préfecture de Fukuoka.
En 2023, il est soupçonné d'avoir escroqué une septuagénaire dans une affaire de cryptomonnaie et il est arrêté par la police le 29 février 2024.

## Palmarès

### Compétitions internationales
| Année | Compétition         | Lieu  | Résultat | Catégorie      |
| ----- | ------------------- | ----- | -------- | -------------- |
| 1991  | Championnats d'Asie | Osaka | 1er      | Moins de 65 kg |